# Милославов (район Сенец)
Милославов (словац. Miloslavov, венг. Annamajor) — деревня района Сенец, Братиславского края, в юго-западной Словакии.
Расположена в Дунайской низменности в 20 км к юго-востоку от Братиславы.
Население на 31 января 2020 года составляло	3913 человек. Кадастровая площадь — 12,87 км². Плотность — 384 чел./км².

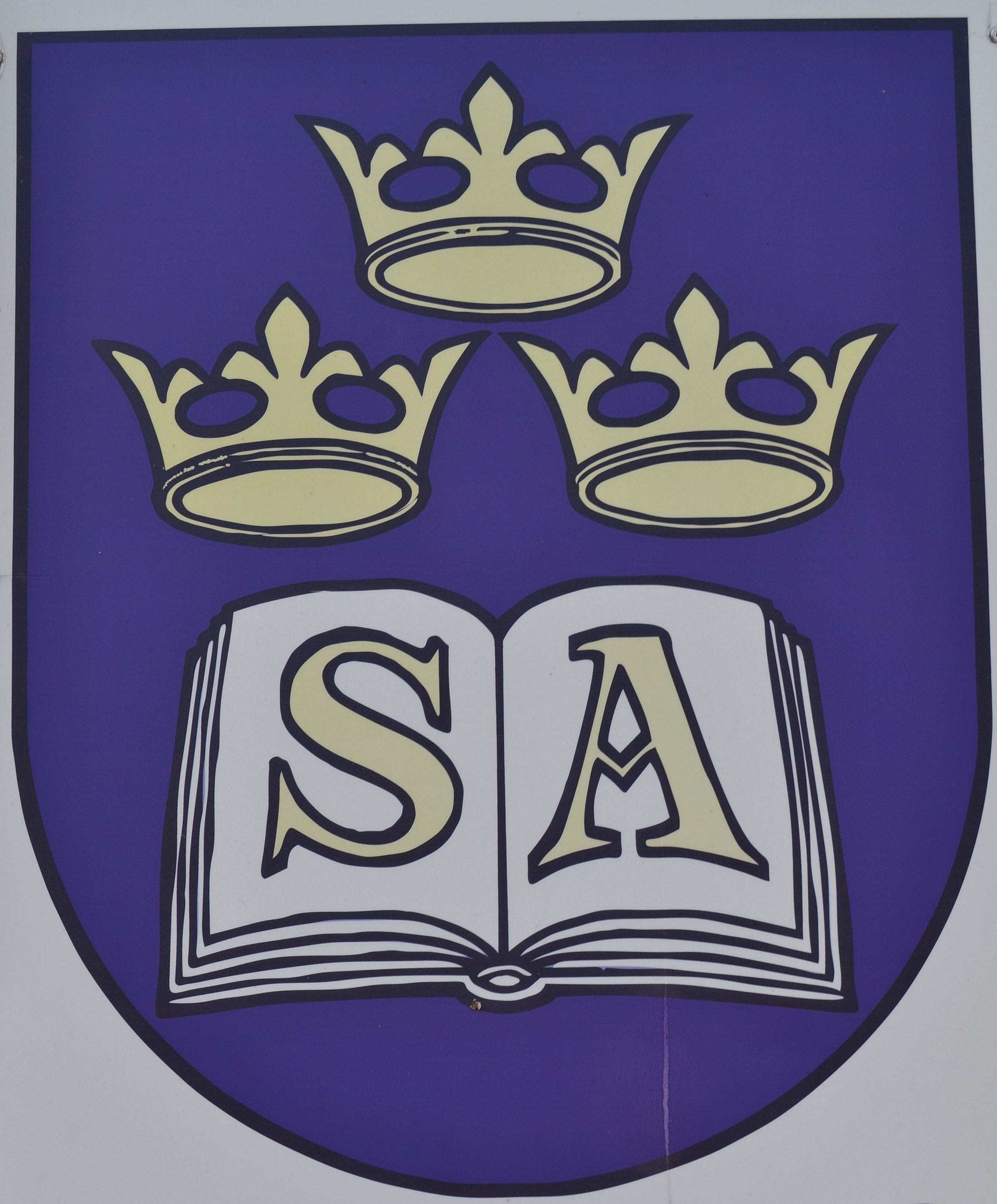

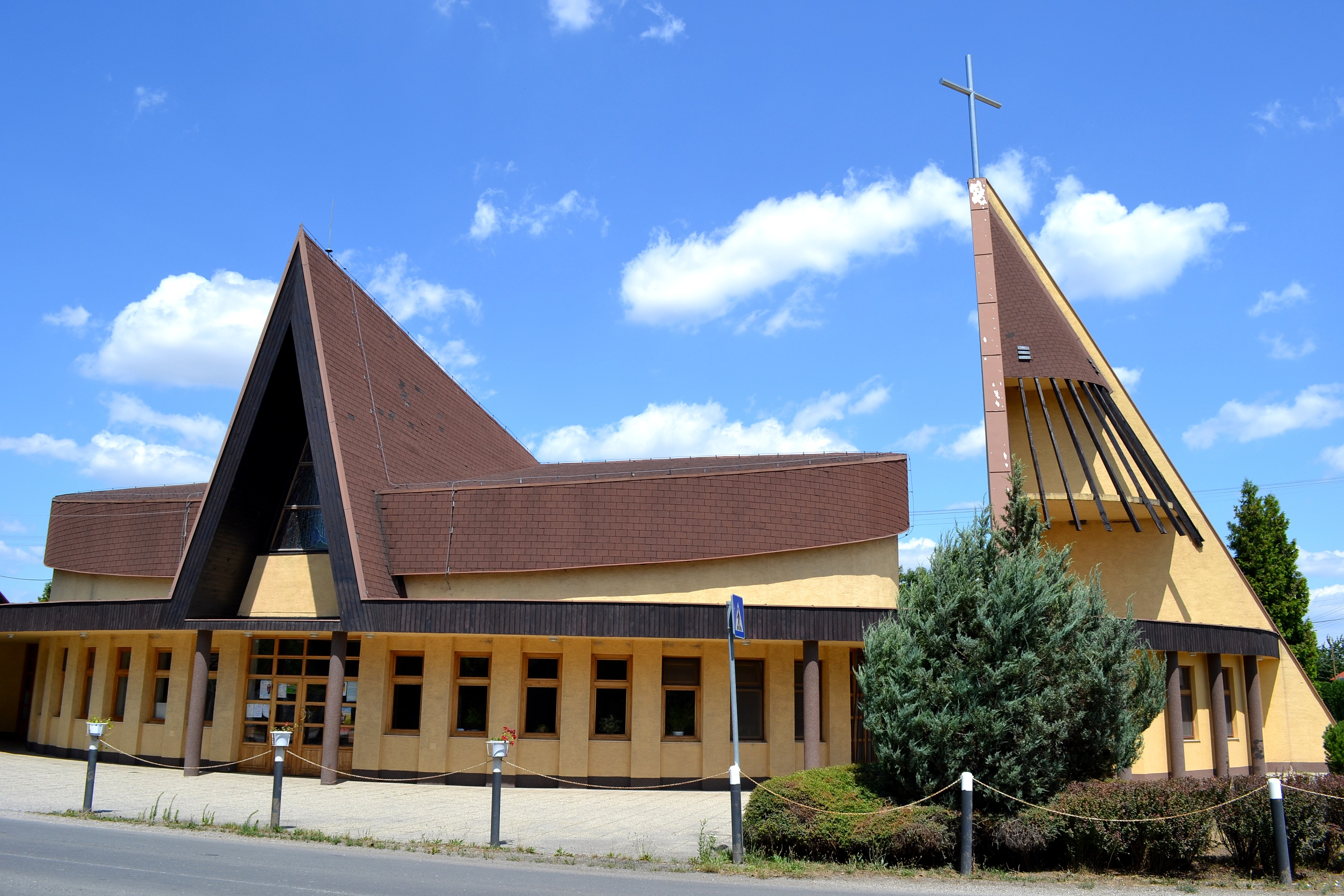
Новый костёл

## История
Первое письменное упоминание о Милославове датируется 1244 годом.
Названо в честь словацкого писателя и политика Йозефа Милослава Гурбана.

## Население
| Год:                | 1994 | 2004     | 2014      | 2024      |
| ------------------- | ---- | -------- | --------- | --------- |
| Количество человек: | 751  | 999      | 2134      | 6548      |
| Разница:            |      | +33,02 % | +113,61 % | +206,84 % |